# Friedrich Krotz
Friedrich Krotz (* 9. Januar 1950 in Barcelona) ist ein deutscher Kommunikationswissenschaftler, Soziologe und Mathematiker. Seit 2010 ist er Professor im Forschungsbereich Kommunikations- und Medienwissenschaft an der Universität Bremen.

## Leben und Wirken
Krotz lebt seit 1955 in Deutschland. Nach dem Abitur studierte er von 1968 bis 1974 Mathematik, Physik und Wirtschaftsmathematik an der Universität (TH) Karlsruhe und schloss das Studium als Diplom-Mathematiker ab. Von 1974 bis 1978 arbeitete Krotz als wissenschaftlicher Mitarbeiter an der Universität des Saarlandes.
Im Jahr 1978 nahm Krotz das Studium der Soziologie und Sozialpsychologie an der Universität Hamburg auf, das er 1983 mit dem Diplom abschloss. 1989 promovierte er dort zum Dr. phil. Danach war Krotz wiederum wissenschaftlicher Mitarbeiter im Fachbereich Soziologie an der Universität Hamburg sowie von 1983 bis 1986 beim „DFG-Projektforschung in der Politikwissenschaft“ der FU Berlin. In den Jahren von 1986 bis 1989 war er Lehrbeauftragter an der Fachhochschule für Öffentliche Verwaltung Hamburg; daneben war er als Lektor sowie in der Marktforschung tätig.
Von 1989 bis 2001 hatte Krotz die Stelle eines wissenschaftlichen Referenten am Hans-Bredow-Institut für Medienforschung an der Universität Hamburg inne. Daneben vertrat Krotz Professuren an den Universitäten Jena und Potsdam und nahm Lehrtätigkeit an den Universitäten Dresden und Zürich an.
In den Jahren von 2001 bis 2003 war er Professor am Institut für Kommunikationswissenschaft der Universität Münster. Seit Juni 2002 ist er, gemeinsam mit Hillel Nossek President of the Section „Psychology and Public Opinion“ der „International Association of Media and Communication Research“ (IAMCR). Im gleichen Jahr wurde Krotz Vorsitzender der wissenschaftlichen Begleitkommission zum Bund-Länder-finanzierten Modellstudiengang „Europäische Medienwissenschaft“ (BA/MA), der gemeinsam von der Universität Potsdam, der Filmhochschule „Konrad Wolf“ in Potsdam sowie der Fachhochschule Potsdam betrieben wird.
Darüber hinaus ist Friedrich Krotz Mitglied verschiedener weiterer Gremien und Redaktionsbeiräten von Fachzeitschriften, sowie  der International Association of Media and Communication Research (IAMCR), der Deutschen Gesellschaft für Soziologie (DGS), der Deutschen Gesellschaft für Publizistik und Kommunikationsforschung (DGPuK), der Gesellschaft für Medienwissenschaft (GfM), des Trägervereins des Instituts Jugend, Film, Fernsehen in München, sowie weiterer Vereinigungen. Zwischen 2003 und 2010 hatte Friedrich Krotz den Lehrstuhl für Soziale Kommunikation an der Universität Erfurt inne. Darüber hinaus war er in Erfurt Gründer und Sprecher des Forschungszentrum COMDIGMED. Zum Wintersemester 2010 wechselte er an die Universität Bremen und ist dort im Fachgebiet Kommunikations- und Medienwissenschaft mit dem Schwerpunkt soziale Kommunikation und Mediatisierungsforschung tätig.
In seiner akademischen Laufbahn realisierte Krotz internationale Forschungsprojekte mit Kommunikationswissenschaftlern aus zahlreichen europäischen Ländern sowie Israel, Japan und den USA, sowie Forschungsprojekte für die DFG, verschiedene Landesmedienanstalten, staatlicher und gesellschaftlicher Institutionen sowie private Unternehmen.

## Ausgewählte Publikationen
- Mediatization: A concept with which to grasp media and societal change. In: Lundby, Knut (ed.): Mediatization: Concept, Changes, Consequences. New York: Lang, p. 21–40, 2009
- mit Hepp, Andreas/Thomas, Tanja (Hrsg.): Schlüsselwerke der Cultural Studies. Wiesbaden: VS, 2009
- Mediatisierung: Fallstudien zum Wandel von Kommunikation. Wiesbaden: VS, 2007.
- Handlungstheorien und Symbolischer Interaktionismus als Grundlage kommunikationswissenschaftlicher Forschung. In: Winter, Carsten/Hepp, Andreas/Krotz, Friedrich (Hrsg.): Theorien der Kommunikations- und Medienwissenschaft, 2007
- Kommunikation als Teilhabe. Der „Cultural Studies Approach“. In: Rundfunk und Fernsehen, 40, Heft 3, S. 412–431, 1992
- Lebenswelten in der Bundesrepublik Deutschland: Eine EDV-gestützte qualitative Analyse quantitativer Daten. Opladen: Leske + Budrich, 1990.